# Ханютін Олексій Юрійович
Олексій Юрійович Ханютін (нар. 14 березня 1956, Москва, РРФСР) — російський режисер, сценарист, продюсер, педагог. Кандидат мистецтвознавства (1987).

## Біографія
У 1978 році закінчив режисерське відділення ВДІКу (майстерня Романа Кармена). Після невдалого дебюту в ТО «Екран» вступив до аспірантури Інституту історії мистецтв, з 1985 — науковий співробітник цього інституту.
Наприкінці 1980-х працював за договорами на Центральній студії документальних фільмів. Пізніше співпрацював як режисер зі студіями «ДАГО», DTV MA, «Базелевс». 
З 2000 року — художній керівник кіностудії «Parallax Pictures», з 2005 — директор російського фонду «АРТ-ПРОЕКТ».
Навчав режисурі на Вищих режисерських і сценарних курсах, в Незалежній школі кіно і телебачення «Інтерньюз», у ВДІКу.
Керівник факультету режисури кіно і телебачення в Інституті сучасного мистецтва (Москва), член Правління Гільдії неігрового кіно і телебачення.
У березні 2014 року підписав лист «Ми з Вами!» на підтримку України.
Батько: Ханютін Юрій Миронович (нар. 1929, Харків — † 1978, Москва) — радянський кінознавець, кінокритик, сценарист.

## Фестивалі та премії[4]
- 1991 — Міжнародний кінофестиваль «Послання до людини» (Ленінград): Приз «Золотий кентавр» (1991 «ДМБ-91»)
- 1991 — МКФ документального кіно в Марселі: Гран-прі (1991 «ДМБ-91»)
- 1995 — МКФ у Сан-Франциско: Приз «Срібний спис» (1995 «Мавзолей»)
- 2001 — Премія «Лаврова гілка»: За найкращий науково-популярний фільм (2001 «Саркофаг»)